# ГЕС Футанг
ГЕС Футанг (福堂水电站) — гідроелектростанція у центральній частині Китаю в провінції Сичуань. Знаходячись між ГЕС Jiāngshèbà (вище за течією) та ГЕС Tàipíngyì, входить до складу каскаду на річці Міньцзян, великій лівій притоці Дзинші (верхня течія Янцзи).
У межах проєкту річку перекрили бетонною греблею висотою 31 метр та довжиною 187 метрів. Вона утримує водосховище з об'ємом 3 млн м3 та нормальним рівнем поверхні на позначці 1268 метрів НРМ. Звідси через лівобережний гірський масив прокладено дериваційний тунель довжиною 19,3 км із перетином 9,2 × 12 метрів, який подає ресурс до розташованого на березі Міньцзян наземного машинного залу. У системі також працює вирівнювальний резервуар висотою 108 та діаметром 33 метра.
Основне обладнання станції становлять чотири турбіни потужністю по 90 МВт, котрі використовують напір у 159 метрів та забезпечують виробництво 1170 млн кВт·год електроенергії на рік.